# Proud to Be Here
Proud to Be Here je desáté studiové album Trace Adkinse. Album vyšlo v roce 2011 u Show Dog-Universal Music Album vyšlo i ve speciální edici, ve které je například i duet Adkinse s Blakem Sheltonem. V hitparádě Billboard 200 se album umístilo na třetí příčce.

## Seznam skladeb
| Pořadí         | Název                    | Délka |
| -------------- | ------------------------ | ----- |
| 1.             | Proud to Be Here         | 3:44  |
| 2.             | Million Dollar View      | 3:21  |
| 3.             | Days Like This           | 4:14  |
| 4.             | That's What You Get      | 3:07  |
| 5.             | Just Fishin'             | 3:30  |
| 6.             | It's a Woman Thing       | 3:43  |
| 7.             | Love Buzz                | 3:42  |
| 8.             | It's Who You Know        | 3:26  |
| 9.             | Poor Folks               | 3:41  |
| 10.            | Always Gonna Be That Way | 3:25  |
| Celková délka: | Celková délka:           | 35:59 |

| Doplněné skladby na deluxe edici | Doplněné skladby na deluxe edici       | Doplněné skladby na deluxe edici |
| Pořadí                           | Název                                  | Délka                            |
| -------------------------------- | -------------------------------------- | -------------------------------- |
| 11.                              | Damn You Bubba                         | 3:49                             |
| 12.                              | More of Us                             | 3:32                             |
| 13.                              | If I Was a Woman (feat. Blake Shelton) | 3:14                             |
| 14.                              | Semper Fi                              | 3:48                             |
| Celková délka:                   | Celková délka:                         | 50:18                            |